# Stensvattnet (Bjurholms socken, Ångermanland)
Stensvattnet är en sjö i Bjurholms kommun i Ångermanland och ingår i Öreälvens huvudavrinningsområde. Sjön har en area på 0,233 kvadratkilometer och ligger 192 meter över havet. Sjön avvattnas av vattendraget Forstjärnbäcken.

## Delavrinningsområde
Stensvattnet ingår i det delavrinningsområde (708336-167529) som SMHI kallar för Mynnar i Öreälven. Medelhöjden är 217 meter över havet och ytan är 27,55 kvadratkilometer. Det finns inga avrinningsområden uppströms utan avrinningsområdet är högsta punkten. Forstjärnbäcken som avvattnar avrinningsområdet har biflödesordning 2, vilket innebär att vattnet flödar genom totalt 2 vattendrag innan det når havet efter 55 kilometer. Avrinningsområdet består mestadels av skog (86 procent). Avrinningsområdet har 0,23 kvadratkilometer vattenytor vilket ger det en sjöprocent på 0,8 procent.